# Myrmecotypus ciriaco
Espèce
Myrmecotypus ciriaco est une espèce d'araignées aranéomorphes de la famille des Corinnidae.

## Distribution
Cette espèce est endémique du Maranhão au Brésil,. Elle se rencontre vers Cidelândia.

## Description
Le mâle holotype mesure 5,14 mm et la femelle paratype 5,65 mm.
Cette araignée est myrmécomorphe.

## Systématique et taxinomie
Cette espèce a été décrite par Silva-Junior et Bonaldo en 2024.

## Étymologie
Son nom d'espèce lui a été donné en référence au lieu de sa découverte, la réserve Extrativista do Ciriaco.

## Publication originale
- Silva-Junior & Bonaldo, 2024 : « A revision of the South American species of the ant-mimicking spider genus Myrmecotypus O. Pickard-Cambridge, 1894 (Araneae: Corinnidae: Castianeirinae). » Zootaxa, no 5555(4), p. 451-496.